# Johan Grøttumsbråten
Johan Hagbart Pedersen Grøttumsbråten (Sørkedalen, 24 februari 1899 - Oslo, 21 januari 1983) was een Noors wintersporter.

## Carrière
Grøttumsbråten nam driemaal deel aan de Olympische Winterspelen, tijdens zijn eerste spelen moest hij genoegen nemen met drie medailles achter Thorleif Haug. Tijdens de wereldkampioenschappen van 1926 versloeg Grøttumsbråten op de Noordse combinatie. Tijdens de spelen van 1928 die tevens als wereldkampioenschap golden won Grøttumsbråten de gouden medaille bij de Noordse combinatie en op de achttien kilometer. In 1931 werd Grøttumsbråten wederom wereldkampioen op de achttien kilometer. Grøttumsbråten won tijdens zijn derde spelen voor de tweede maal goud bij de Noordse combinatie. Grøttumsbråten won een record aantal van vijfmaal de Noordse combinatie wedstrijden van de Holmenkollenschans.

## Belangrijkste resultaten

### Langlaufen

#### Olympische Winterspelen
| Editie | Plaats              | Resultaten    |
| ------ | ------------------- | ------------- |
| 1924   | Chamonix-Mont-Blanc | 18 km · 50 km |
| 1928   | Sankt Moritz        | 18 km         |
| 1932   | Lake Placid         | 6e 18 km      |

#### Wereldkampioenschappen langlaufen
| Jaar | Plaats              | Resultaten    |
| ---- | ------------------- | ------------- |
| 1924 | Chamonix-Mont-Blanc | 18 km · 50 km |
| 1928 | Sankt Moritz        | 18 km         |
| 1931 | Oberhof             | 18 km         |
| 1932 | Lake Placid         | 6e 18 km      |

### Noordse combinatie

#### Olympische Winterspelen
| Editie | Plaats              | Resultaten  |
| ------ | ------------------- | ----------- |
| 1924   | Chamonix-Mont-Blanc | individueel |
| 1928   | Sankt Moritz        | individueel |
| 1932   | Lake Placid         | individueel |

#### Wereldkampioenschappen noordse combinatie
| Jaar | Plaats              | Resultaten  |
| ---- | ------------------- | ----------- |
| 1924 | Chamonix-Mont-Blanc | individueel |
| 1926 | Lahti               | individueel |
| 1928 | Sankt Moritz        | individueel |
| 1931 | Oberhof             | individueel |
| 1932 | Lake Placid         | individueel |